# Henri Arnaut de Zwolle

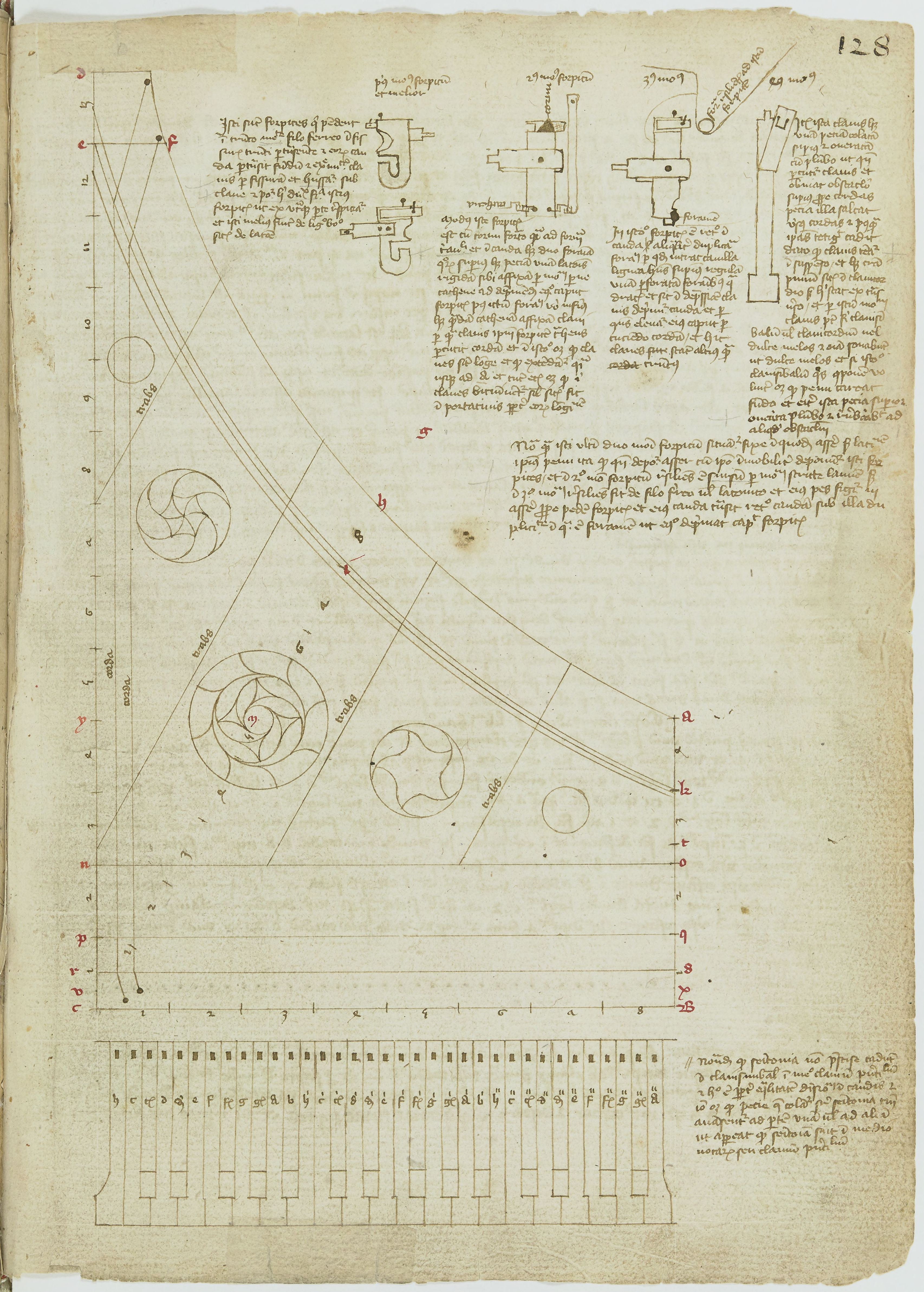
Schema uit het manuscript van Henri Arnout de Zwolle

Henri Arnaut de Zwolle (ca. 1400 of ten laatste 1401, Zwolle - 6 september 1466, Parijs) was werkzaam als arts, astronoom, astroloog en als organist in dienst van Filips de Goede. Hij is vooral bekend van een verhandeling over muziekinstrumenten. Zijn oorspronkelijke Nederlandse naam was waarschijnlijk Hendrik Arnold van Zwolle. Er zijn vele andere transcripties en spellingen van zijn naam: Henri Arnaut de Zwolle, Henry Arnaut de Zwolle, Magister Henricus Arnault, Medicus Alemannus de Zuvolis, Maistre Henry Arnault de Zubolis, Maistre Henry Zwolls.
Henri Arnaut werd waarschijnlijk geboren in Zwolle. Er zijn geen gegevens over zijn opleiding. Misschien werd hij aanvankelijk arts, zoals hij werd genoemd Magister Henricus Arnault, Medicus Alemannus de Zuvolis (Zuvolis = Zwolle). Hij was een leerling van de instrument-maker Jean Fusoris, die tussen 1400 en 1445 in dienst was van Filips de Goede en later in dienst van koning Lodewijk IX van Frankrijk. In 1432 was Henri ook aan het hof van Filips de Goede in Dijon.
Tussen 1438 en 1446 (enkele tientallen jaren voor de activiteiten van Leonardo da Vinci), creëerde hij handschriften in het Latijn over een grote verscheidenheid aan technische onderwerpen, zoals astronomie, hydraulica, astronomische instrumenten en tekeningen van de kennelijke uitvindingen zoals een opvouwbare ladder en een juwelen polijstmachine. Een van de manuscripten is een kopie (in het handschrift van Henri) van Speculum musicae van Jacobus van Luik. Het bekendst is zijn verhandeling over het ontwerp en de bouw van muziekinstrumenten, met daarin onder andere de vroegste afbeelding van een klavecimbel.
Hij gaf een gedetailleerde beschrijving van werking van dit tokkelende klavierinstrument met de complexe verbanden tussen het klavier en de snaren. Behalve het klavecimbel beschreef hij de luit, de Dulce Melos en het orgel. Alle instrumenten zouden worden bespeeld aan het hof en niet in kerken. De manuscripten werden waarschijnlijk alleen gebundeld in de 16e eeuw.
Als raadsheer van Filips de Goede, produceerde hij in 1444 een kaart van een tussen Frankrijk en Bourgondië betwiste regio, teneinde de Franse enclaves te kunnen elimineren en zo de grens te vereenvoudigen.
Tussen 1454 en 1461 verliet hij het Bourgondische hof om in Parijs te werken voor de Franse koningen Karel VII en Lodewijk XI. Hier overleed hij in 1466 aan de pest.